# Pilar Palomer i Mateos
Pilar Palomer i Mateos (Barcelona, 1945) és una artista catalana, representant del conceptualisme dels anys 70. Va estudiar Pintura i Gravat a la Facultat de Belles Arts. Es va formar en disseny al Regne Unit i va ser Premi de Pintura de la Caixa d'Estalvis de Barcelona el 1976. El 1978 va realitzar una exposició a l'Espai 10 de la Fundació Joan Miró on mostrava el projecte que va presentar aquell mateix any a la Biennal de Venècia, a la primera participació oficial espanyola: divuit troncs de castanyers del Montseny, de sis metres de llarg i uns cent quilograms de pes, s'exhibien com cossos morts, a manera de dol ecològic pel sacrifici de la natura. En 1981 rep el Premi de dibuix de la Fundació Joan Miró.
En 1984 comença el seu treball de recerca sobre l'obra visual de Joan Brossa i en 1987 es doctora en Belles Arts per la Universitat de Barcelona amb la tesi "La poesia virtual de Joan Brossa".
La seva obra es troba en col·leccions com la de la Fundació Suñol, la Universitat de Barcelona i el MACBA.

## Exposicions rellevants
- 1978 - Biennal de Venècia - La Biennale di Venezia 1978. From Nature to Art, from Art to Nature - La Biennale di Venezia
- 1978 - Espai 10
- 1982- Galeria Joan Prats (Barcelona); Galeria Eude (Barcelona); Galeria Palau (València).[2]
- 1983 - Galeria Mary Ann Martin Fine Art (Nova York); Galeria Rossi. (Miltown, Nova Jersey).[2]
- 1985 - Galerie Jutta Radicke (Bonn, Alemanya); Galerie Nieuwe Weg (Utrecht, Països Baixos); Galería Nicanor Piñole (Gijón); Casa Municipal de Cultura (Avilés); Galeria Antonio Machón (Madrid).[2]
- 1986 - Tossan Tossan Gallery (Nova York); E.P. Galerie (Düsseldorf); Galería Seiquer (Madrid); Galerie La Línea (Colònia).[2]
- 1988 - Galeria Eude (Barcelona).[2]
- 1990 - Galeria Eude (Barcelona).[2]
- 1996 - Galeria Barcelona (Barcelona)[2]
- 2013 - Facultat de Belles Arts de la Universitat de Barcelona